# Ambassade d'Irlande en France
L'ambassade d'Irlande en France est la représentation diplomatique de la république d'Irlande auprès de la République française. Elle est installée dans l'hôtel de Breteuil (2-4 rue Rude et 12 avenue Foch), dans le 16e arrondissement de Paris, la capitale du pays. Son ambassadeur est, depuis décembre 2021, Niall Burgess.

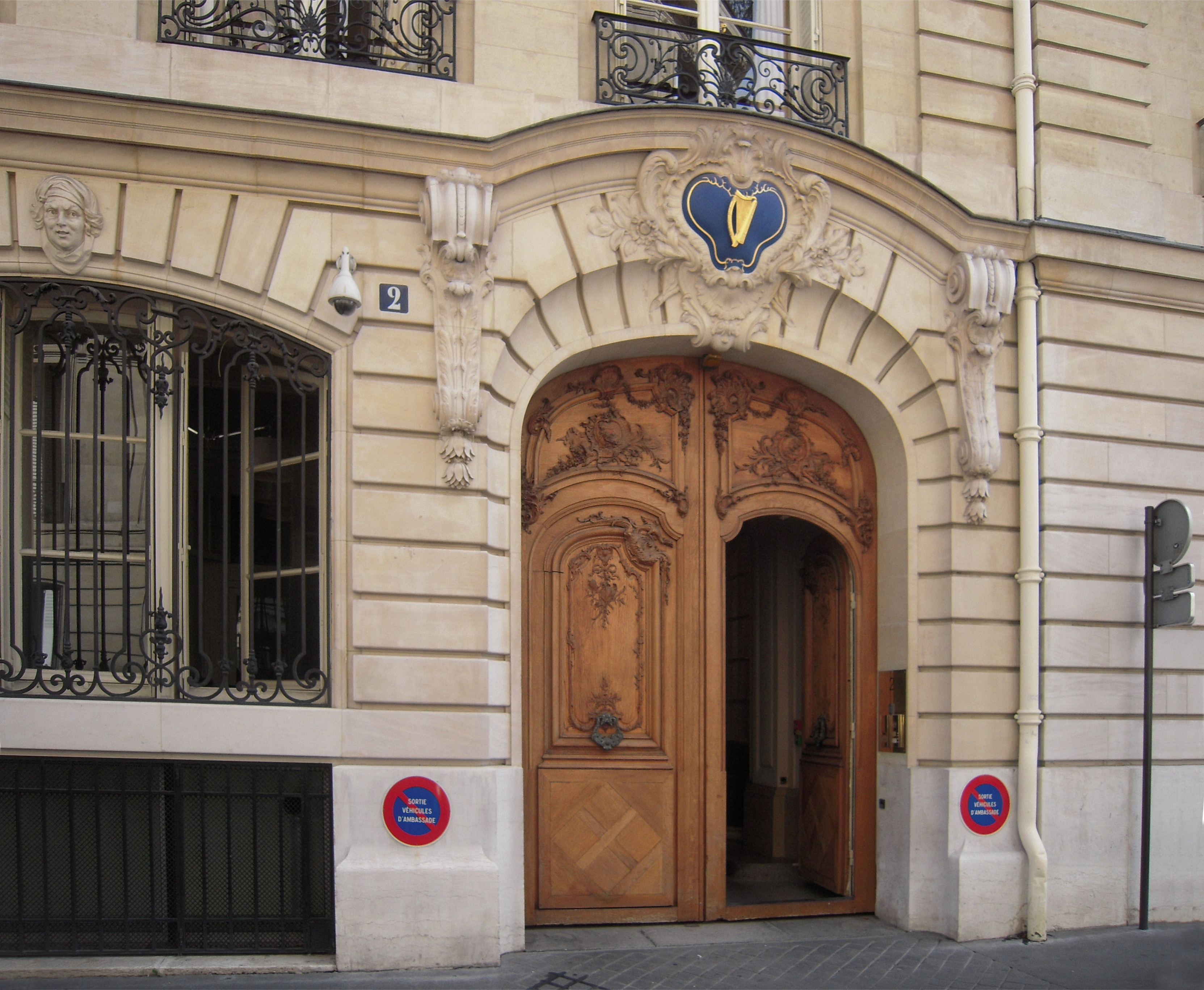
Les armoiries de l'Irlande figurent dans le mascaron surmontant l'entrée de l'ambassade irlandaise, rue Rude.

## Histoire
L'ambassade d'Irlande est installée à son adresse actuelle depuis 1954. De 1930 à 1954, elle se trouvait à l'hôtel Rouliot, 17 rue Paul-Valéry, actuel siège de l'ambassade du Congo,.

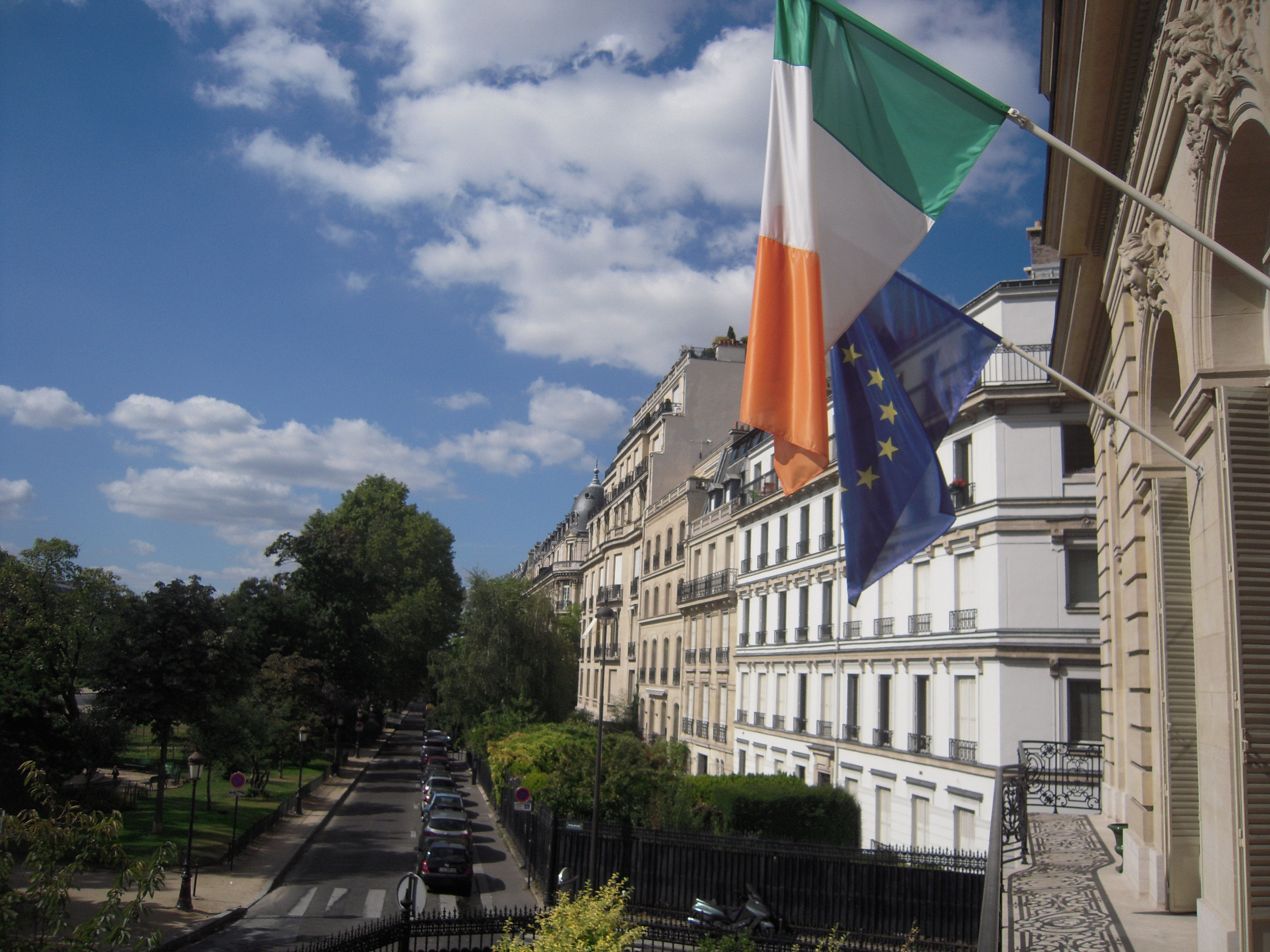
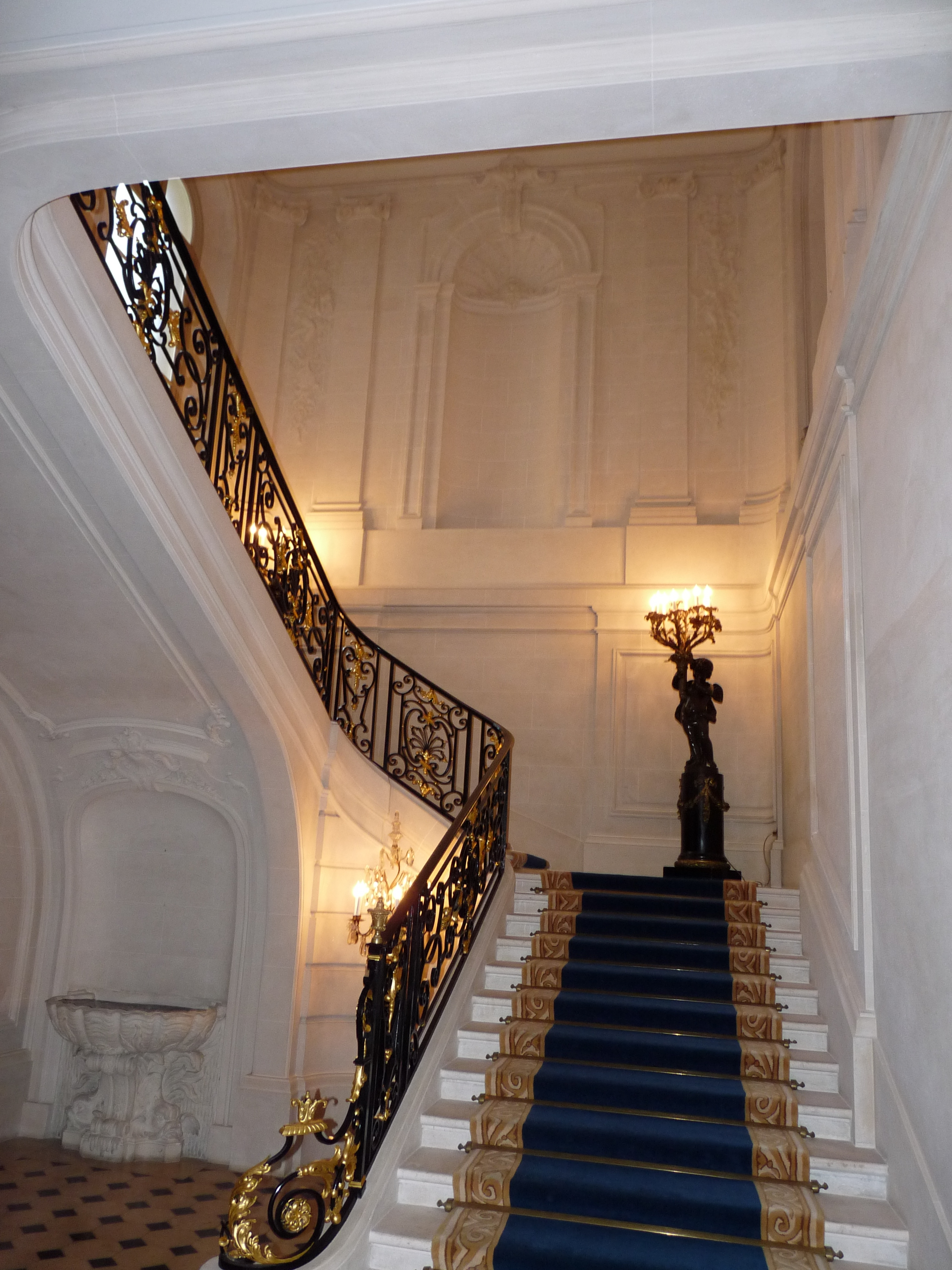
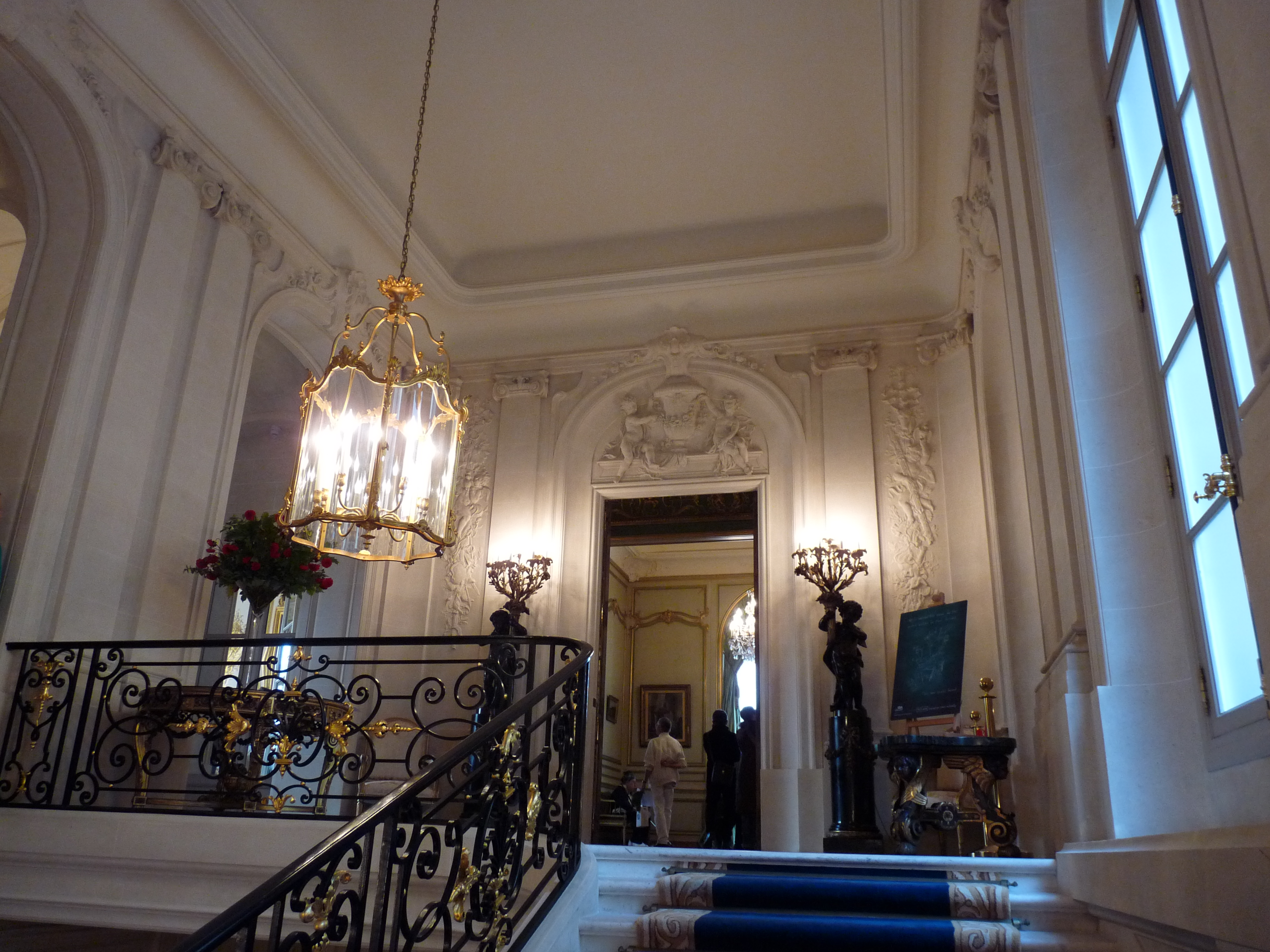
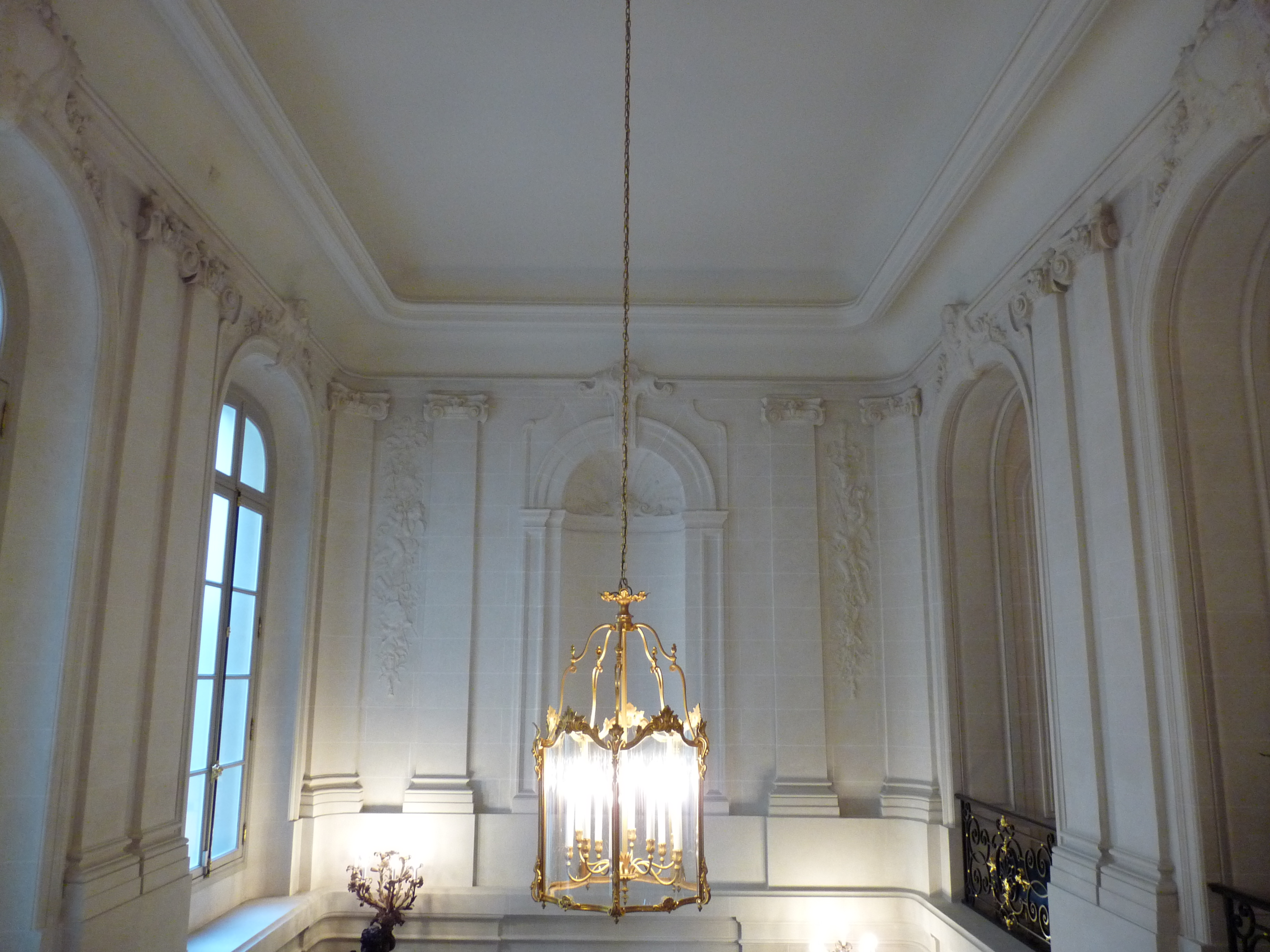
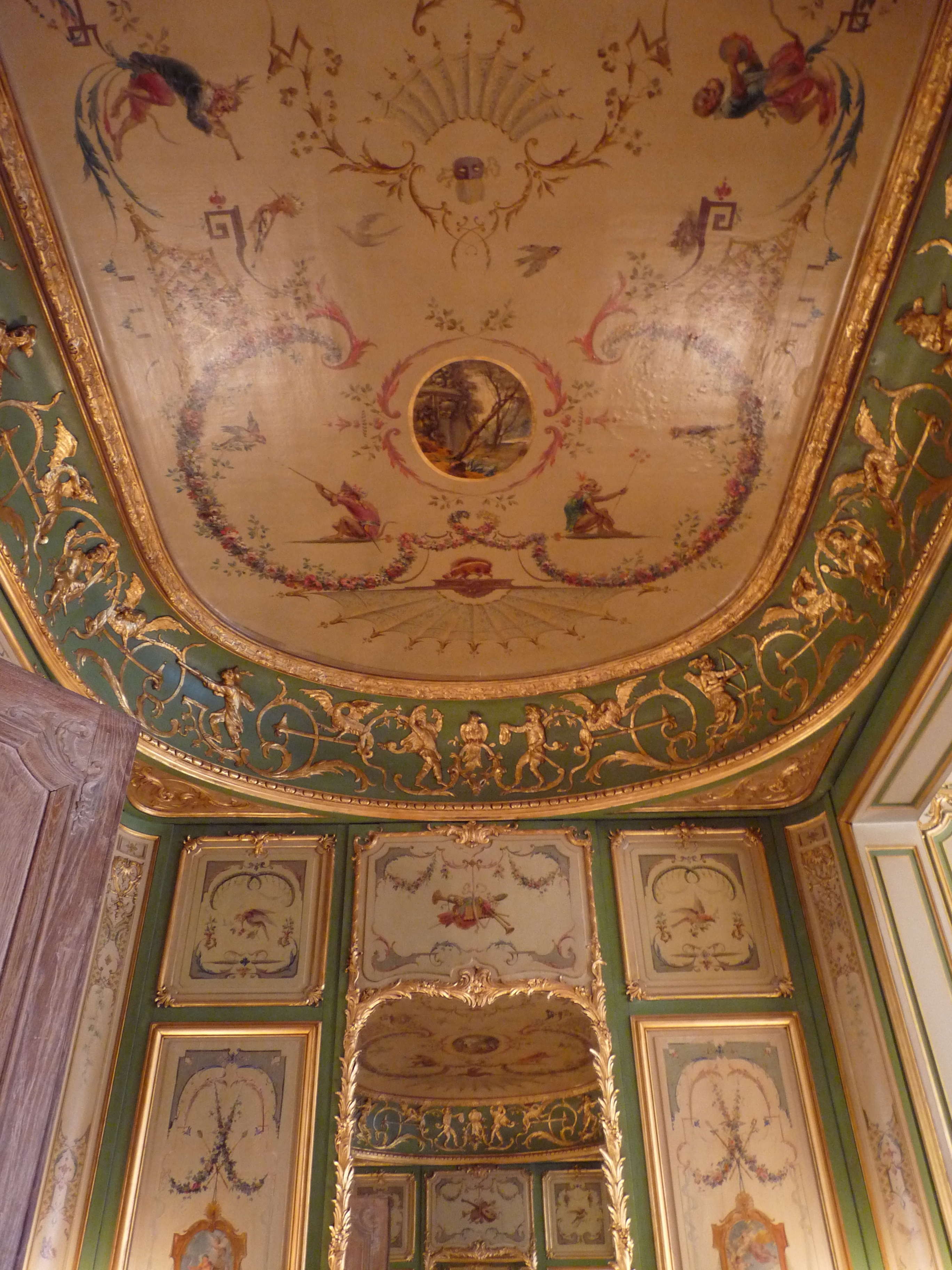
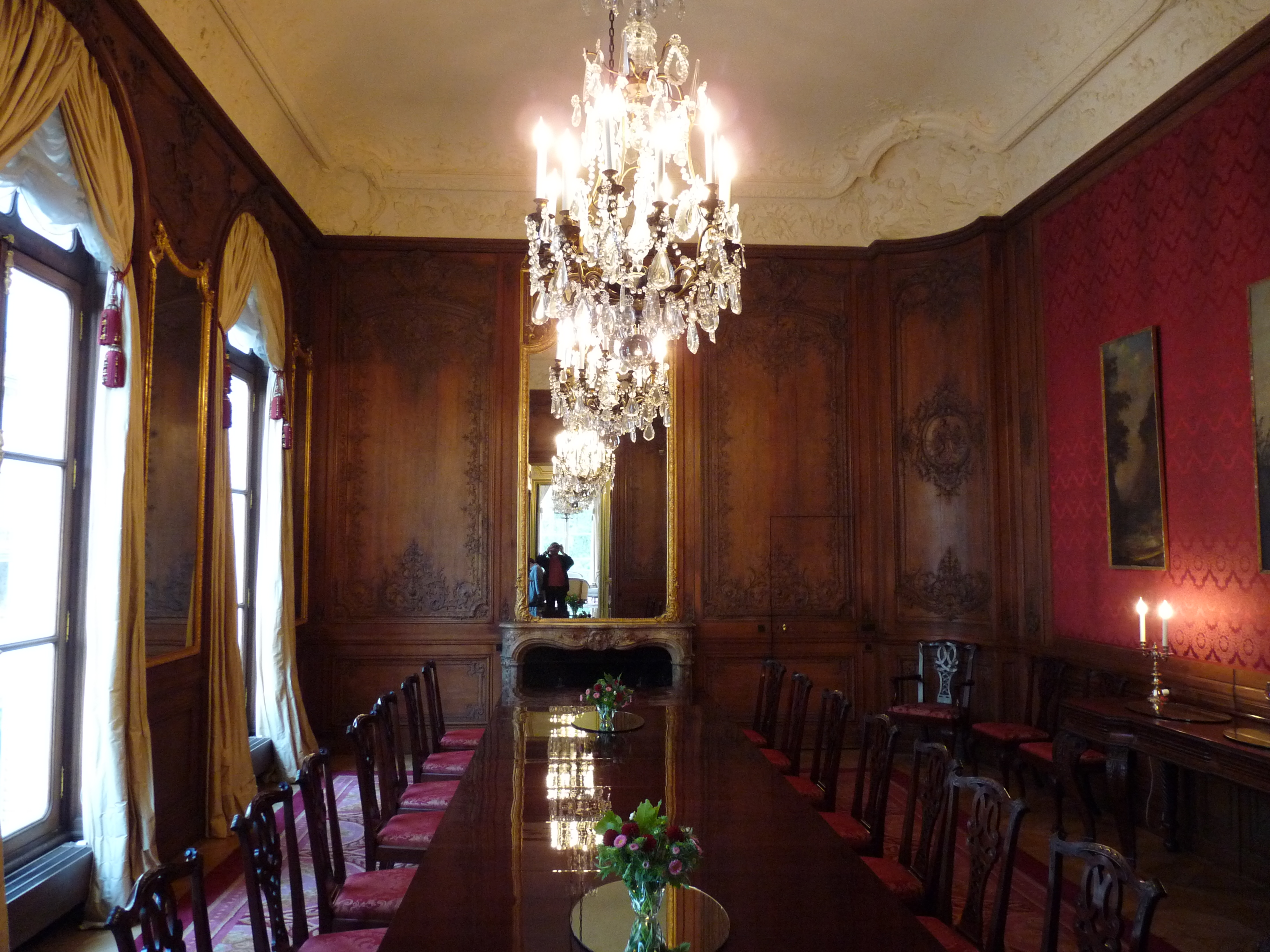
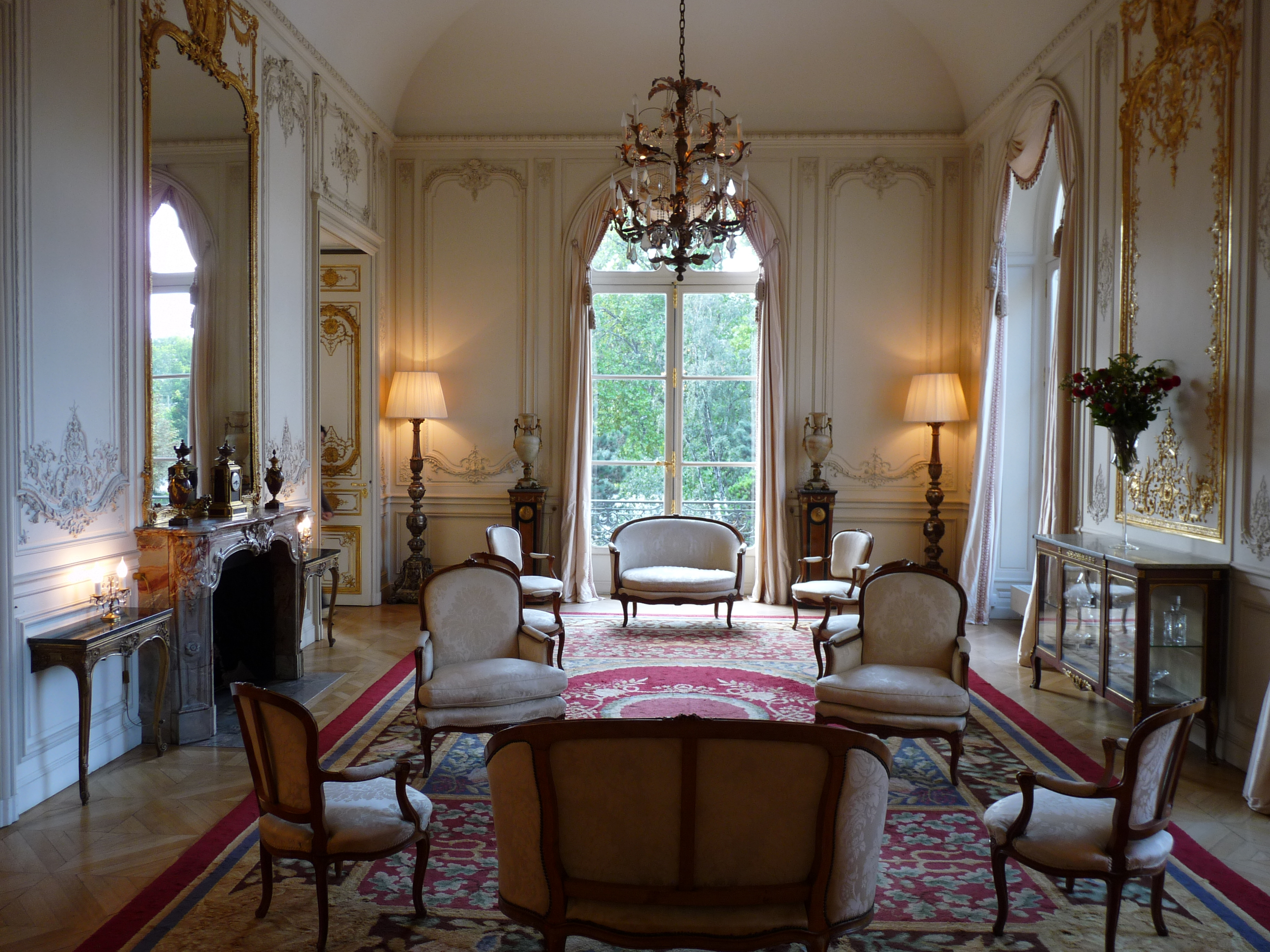
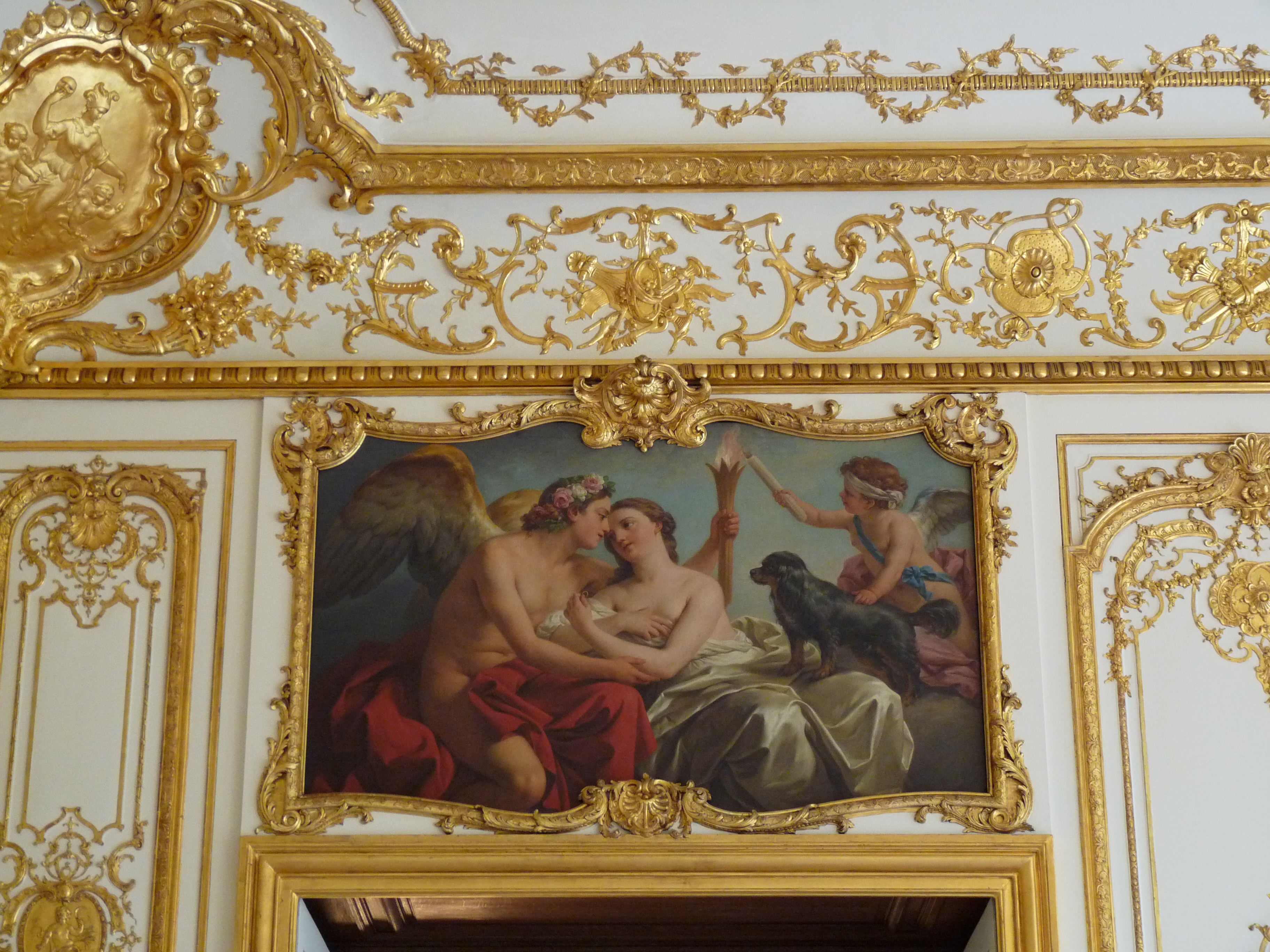
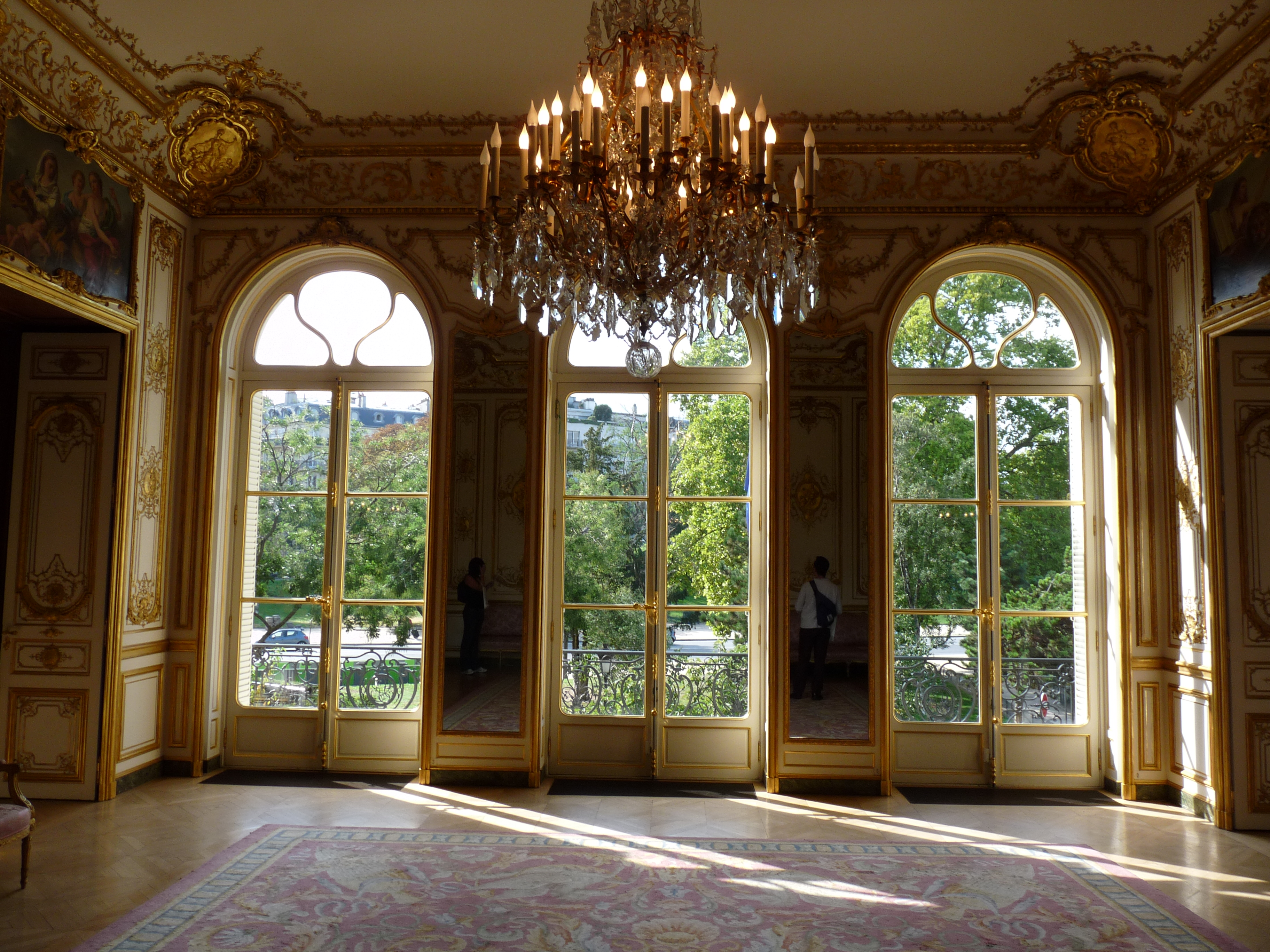

## Ambassadeurs d'Irlande en France

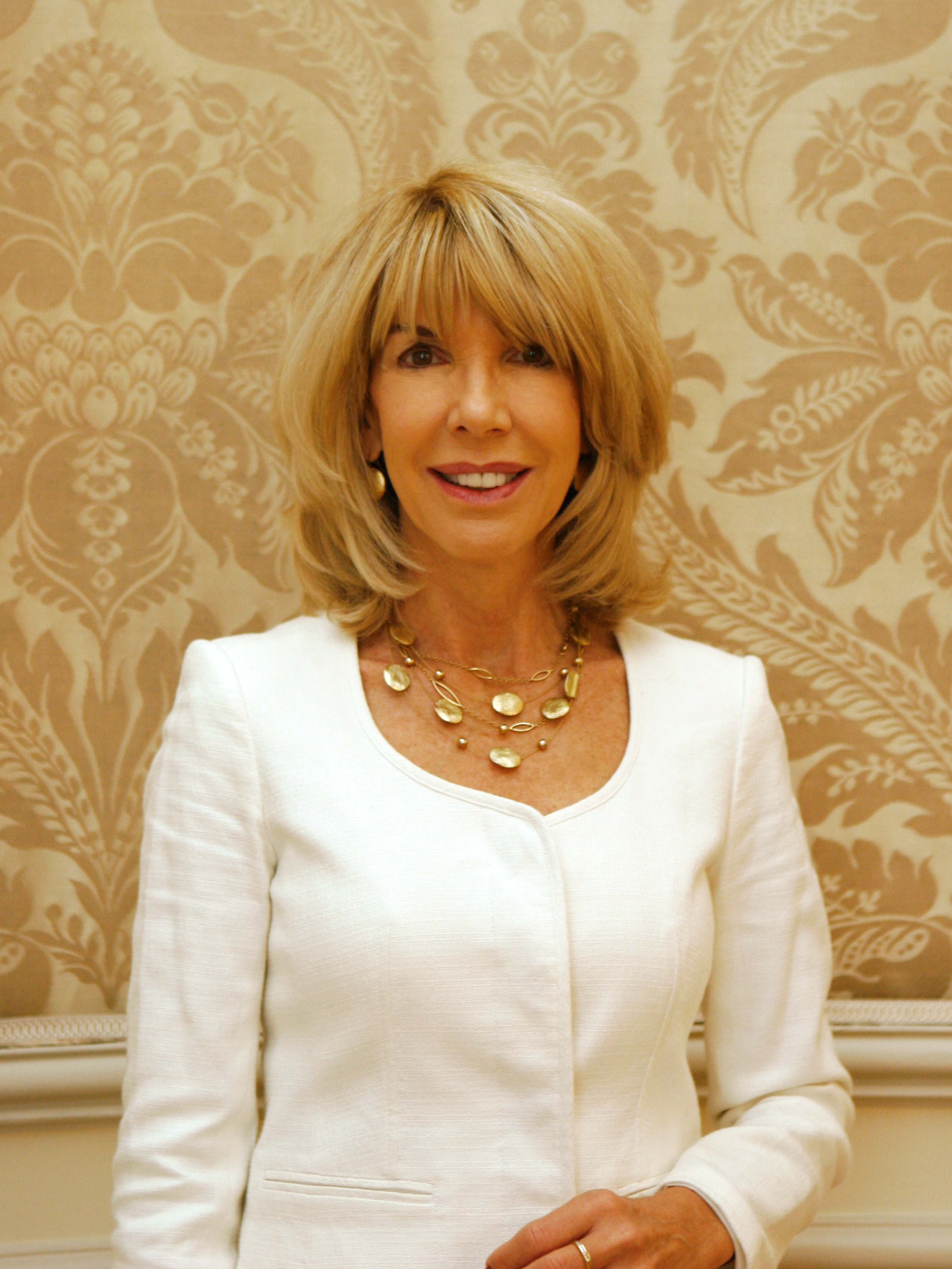
Patricia O'Brien, ambassadrice d'Irlande en France de 2017 à 2021.

| Date de nomination                                              | Date de nomination                                              | Date de remise des lettres de créance                           | Date de remise des lettres de créance                           | Diplomate                                                             |
| En qualité d'envoyé extraordinaire et ministre plénipotentiaire | En qualité d'envoyé extraordinaire et ministre plénipotentiaire | En qualité d'envoyé extraordinaire et ministre plénipotentiaire | En qualité d'envoyé extraordinaire et ministre plénipotentiaire | En qualité d'envoyé extraordinaire et ministre plénipotentiaire       |
| --------------------------------------------------------------- | --------------------------------------------------------------- | --------------------------------------------------------------- | --------------------------------------------------------------- | --------------------------------------------------------------------- |
| ?                                                               |                                                                 | 19 octobre 1929                                                 | [ JORF 1 ]                                                      | comte O'Kelly (premier ministre plénipotentiaire d'Irlande en France) |
| ?                                                               |                                                                 | 29 juillet 1935                                                 | [ JORF 2 ]                                                      | Arthur Patrice O'Brien                                                |
| ?                                                               |                                                                 | 19 décembre 1938                                                | [ JORF 3 ]                                                      | Sean Murphy                                                           |
|                                                                 |                                                                 |                                                                 |                                                                 |                                                                       |
| ?                                                               |                                                                 | 20 avril 1950                                                   | [ JORF 4 ]                                                      | Cornelius Christopher Cremin (en)                                     |
| En qualité d'ambassadeur extraordinaire et plénipotentiaire     |                                                                 |                                                                 |                                                                 |                                                                       |
| ?                                                               |                                                                 | 26 septembre 1950                                               | [ JORF 5 ]                                                      | Cornelius Christopher Cremin                                          |
| ?                                                               |                                                                 | 28 décembre 1954                                                | [ JORF 6 ]                                                      | William P. Fay (de)                                                   |
| ?                                                               |                                                                 | 24 septembre 1960                                               | [ JORF 7 ]                                                      | Denis-Ronald McDonald                                                 |
| ?                                                               |                                                                 | 21 novembre 1966                                                | [ JORF 8 ]                                                      | Thomas Vincent Commins (de)                                           |
| ?                                                               |                                                                 | 10 juillet 1970                                                 | [ JORF 9 ]                                                      | Eamonn L. Kennedy (de)                                                |
| ?                                                               |                                                                 | 19 avril 1974                                                   | [ JORF 10 ]                                                     | Hugh McCann (de)                                                      |
| ?                                                               |                                                                 | 29 octobre 1981                                                 | [ JORF 11 ]                                                     | John Brendan Dillon                                                   |
| ?                                                               |                                                                 | 2 juillet 1986                                                  | [ JORF 12 ]                                                     | Andrew O'Rourke                                                       |
| ?                                                               |                                                                 | 16 septembre 1987                                               | [ JORF 13 ]                                                     | Tadgh O'Sullivan                                                      |
| ?                                                               |                                                                 | 7 octobre 1991                                                  | [ JORF 14 ]                                                     | John H. F. Campbell (de)                                              |
| ?                                                               |                                                                 | 13 septembre 1995                                               | [ JORF 15 ]                                                     | Patrick O'Connor                                                      |
| ?                                                               |                                                                 | 4 septembre 2001                                                | [ JORF 16 ]                                                     | Pádraig MacKernan (de)                                                |
| ?                                                               |                                                                 | 25 juillet 2005                                                 | [ JORF 17 ]                                                     | Anne Anderson (de)                                                    |
| ?                                                               |                                                                 | 2 octobre 2009                                                  | [ JORF 18 ]                                                     | John Paul Kavanagh (de)                                               |
| ?                                                               |                                                                 | 20 février 2014                                                 | [ JORF 19 ]                                                     | Rory Montgomery                                                       |
| ?                                                               |                                                                 | 31 octobre 2014                                                 | .                                                               | Geraldine Byrne Nason                                                 |
| ?                                                               |                                                                 | 13 octobre 2017                                                 | [ JORF 21 ]                                                     | Patricia O'Brien (en)                                                 |
| décembre 2021                                                   |                                                                 | 22 juillet 2022                                                 | [ JORF 22 ]                                                     | Niall Burgess                                                         |

## Consulats
Outre son ambassade parisienne, l'Irlande possède un consulat général à Lyon et des consulats honoraires à Cherbourg, Nantes et Cannes.